# Heidelberger Althistorische Beiträge und Epigraphische Studien
Die Heidelberger Althistorischen Beiträge und Epigraphischen Studien (HABES) sind eine wissenschaftliche Schriftenreihe auf dem Gebiet der Alten Geschichte, die seit 1986 im Franz Steiner Verlag in Stuttgart erscheint. Ihr Schwerpunkt liegt auf dem Bereich der römischen Geschichte und Epigraphik.
Die Reihe wurde von Géza Alföldy aus Anlass des sechshundertjährigen Bestehens der Ruprecht-Karls-Universität Heidelberg und des hundertjährigen Jubiläums des Faches Alte Geschichte an der Hochschule begründet. Alföldy war bis zu seinem Tod 2011 (Mit-)Herausgeber der „Heidelberger Althistorischen Beiträge und Epigraphischen Studien“. Die derzeitigen Herausgeber sind die Althistoriker Angelos Chaniotis (Princeton) und Christian Witschel (Heidelberg). Sie werden von einem internationalen Beirat unterstützt, zu dem unter anderem Kostas Buraselis, Lucas de Blois, Ségolène Demougin, Elio Lo Cascio, Mischa Meier, Michael Peachin und Martin Zimmermann gehören, die auch als Gutachter fungieren.
Bis 2010 erschienen in der international renommierten Reihe lediglich Arbeiten, die in einer Verbindung zur Universität Heidelberg standen; seit 2011 steht sie hingegen allen Autoren offen, deren Studien dem Heidelberger Schwerpunkt thematisch nahestehen. Seit dieser Zeit werden eingereichte Manuskripte überdies durch ein aufwendiges Peer-Review-Verfahren begutachtet und ausgewählt.
Aktuell (2025) umfasst die Reihe 67 Bände.